# Pseudophaeotrichum
Pseudophaeotrichum är ett släkte av svampar. Pseudophaeotrichum ingår i familjen Testudinaceae, ordningen Pleosporales, klassen Dothideomycetes, divisionen sporsäcksvampar och riket svampar.
|                    | Neotestudina                                   |
|                    |                                                |
|                    | Verruculina                                    |
|                    |                                                |
|                    | Testudina                                      |
|                    |                                                |
|                    | Lepidosphaeria                                 |
|                    |                                                |
|                    | Ulospora                                       |
|                    |                                                |
| Pseudophaeotrichum | \| \| Pseudophaeotrichum sudanense \| \| \| \| |
|                    | \| \| Pseudophaeotrichum sudanense \| \| \| \| |
|                    | Pseudophaeotrichum sudanense                   |
|                    |                                                |

|  | Pseudophaeotrichum sudanense |
|  |                              |